# Gaius Sulpicius Paterculus
Gaius Sulpicius Paterculus war ein römischer Senator aus dem Patriziergeschlecht der Sulpicier und 258 v. Chr. Konsul.

## Leben
Laut dem Zeugnis der Fasti Capitolini führten sowohl der Vater als auch der Großvater des Gaius Sulpicius Paterculus das Pränomen Quintus.
Von der Laufbahn des Sulpicius ist nur sein Konsulat bekannt, das er 258 v. Chr. gemeinsam mit Aulus Atilius Caiatinus bekleidete und das in die Zeit des Ersten Punischen Krieges fiel. Laut dem Historiker Polybios kämpfte Sulpicius wie sein Amtskollege auf Sizilien gegen die Karthager. Die annalistische römische Überlieferung berichtet dagegen, dass Sulpicius auf Sardinien im Einsatz war, viele feindliche Stellungen eroberte und dass seine geplante Offensive gegen Nordafrika nur durch widrige Winde verhindert wurde. Danach errang er einen Seesieg gegen den karthagischen Feldherrn Hannibal Gisko, der deshalb von seinen eigenen Leuten umgebracht wurde. Die Triumphalakten geben an, dass Sulpicius nach seiner Rückkehr nach Rom einen Triumph feiern durfte.